# Meeting d'Athènes
Le Grand prix d'Athènes (Athens Grand Prix Tsiklitiria) est un meeting international d'athlétisme qui se déroule une fois par an à Athènes. Cette compétition est l'une des étapes du Grand Prix de l'IAAF 2010.